# Bernard Frydrysiak
Bernard Tadeusz Frydrysiak (ur. 20 listopada 1908 w Warszawie, zm. 4 maja 1970 w Nowym Jorku) – polski artysta malarz i grafik.

## Życiorys
W latach 1928–1934 studiował w Szkole Sztuk Pięknych w Warszawie (od 1932 ASP) u Tadeusza Pruszkowskiego i Władysława Skoczylasa. Uczestniczył w plenerach w Kazimierzu Dolnym, które organizował i prowadził prof. Pruszkowski.
Był członkiem grupy „Czerń i Biel”. W 1935 przystąpił (wraz z Jeremim Kubickim i Stefanem Płużańskim) do „Bractwa św. Łukasza”. W późniejszym czasie razem z dziesięcioma innymi łukaszowcami uczestniczył w malowaniu cyklu obrazów historyczno–patriotycznych przeznaczonych na Wystawę Światową 1939 w Nowym Jorku.
Malował nawiązując do mistrzów holenderskich XVII wieku. Uprawiał też grafikę – techniki metalowe oraz drzeworyt. Tworzył również utwory poetyckie. W 1948 wziął udział w wystawie artystów niezależnych w auli Politechniki Warszawskiej.
Przed wojną mieszkał w Warszawie. Pod koniec okupacji niemieckiej ukrywał się w podwarszawskim majątku Radonie. W 1949 osiadł na stałe w Nowym Jorku.
Jego prace znajdują się w zbiorach m.in. Muzeum Polskiego w Ameryce w Chicago oraz w Narodowej Galerii Portretów w Waszyngtonie.

## Ku chwale ojczyzny
W 1937 w kręgach rządowych powstał plan, żeby w Sali Honorowej Pawilonu Polskiego na Wystawie Światowej w Nowym Jorku przedstawić sceny z historii naszej ojczyzny. Inicjatorem przedsięwzięcia był minister spraw zagranicznych Józef Beck. Komisja Artystyczna przy Centralnym Komisariacie Wystawy zwróciła się z prestiżową propozycją wykonania tego cyklu obrazów do członków „Bractwa św. Łukasza”, którzy w ówczesnym środowisku artystycznym i kręgach oficjalnych cieszyli się dużym autorytetem. Jedenastu malarzy „Bractwa” stworzyło wspólnie siedem obrazów o wymiarach 120 × 200 cm, przedstawiających najważniejsze wydarzenia z historii Polski: Spotkanie Bolesława Chrobrego z Ottonem III u grobu św. Wojciecha (1000), Przyjęcie chrześcijaństwa przez Litwę (1386), Nadanie przywileju jedlnieńskiego (1430), Unia lubelska (1569), Uchwalenie konfederacji warszawskiej o wolności religijnej (1573, Odsiecz Wiednia (1683) i Konstytucja 3 maja (1791).
Wszedł w skład grupy łukaszowców pracujących nad cyklem, w której znaleźli się także: Bolesław Cybis, Stefan Płużański, Jan Gotard, Aleksander Jędrzejewski, Eliasz Kanarek, Jeremi Kubicki, Antoni Michalak, Janusz Podoski, Tadeusz Pruszkowski i Jan Zamoyski.

## Wybrana twórczość

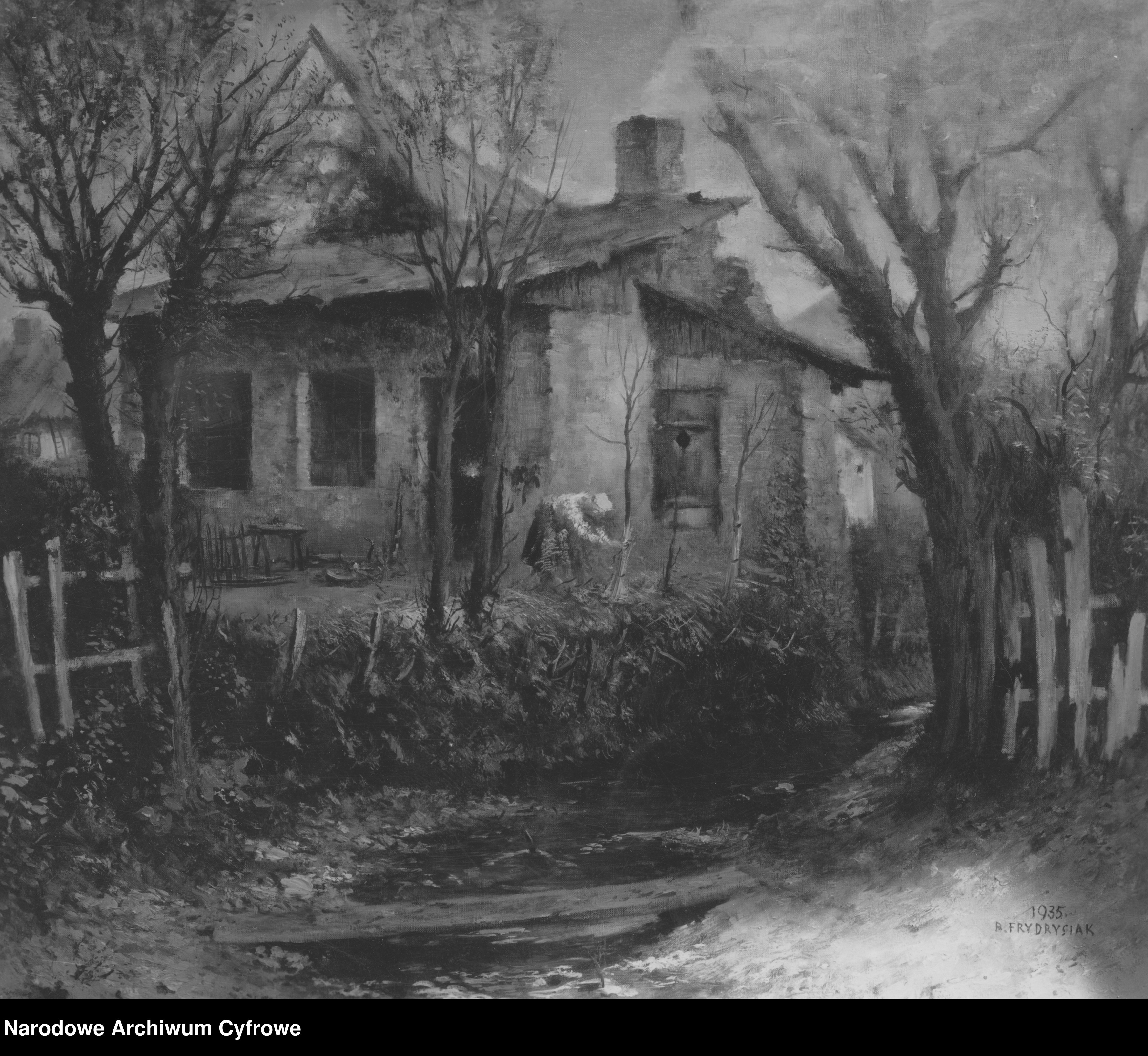
Kuźnia, 1935

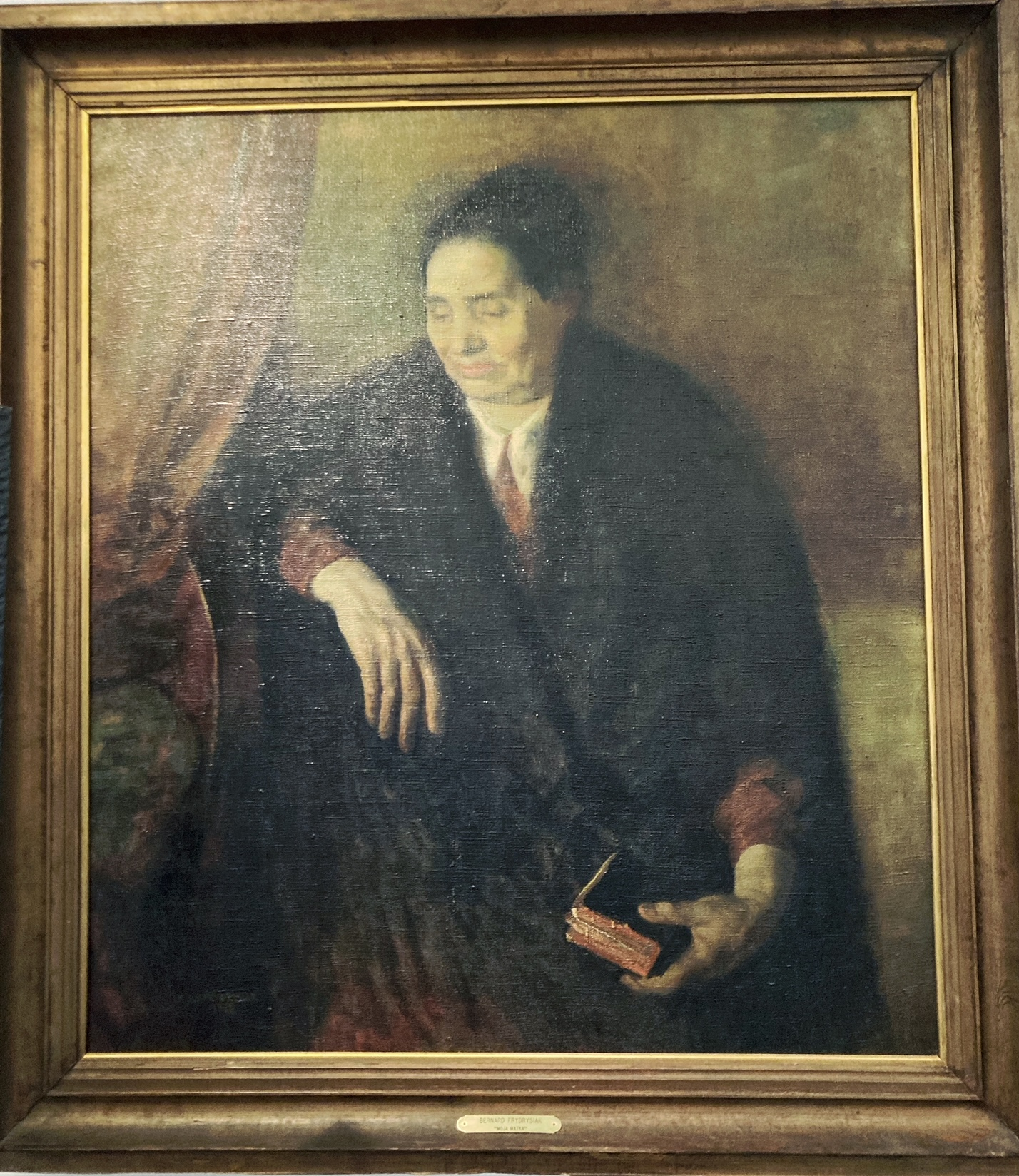
Moja Matka, 1938

### Malarstwo
- Powrót z pleneru, 1934
- Autoportret, 1935
- Babka z moździerzem, 1935
- Kuźnia, 1935
- Wnętrze pracowni, 1936
- Moja matka, 1938
- Głowa w czerwonym zawoju, 1940
- Dwór w Radoniach
- Portret mężczyzny
- Portret Wincentego Witosa, 1946
- Portret prezydenta Trumana, 1946
- Portret Eleanor Roosevelt, 1946

### Grafika
- Portret kobiety, 1935

### Literatura
- Wspomnienia – życie i twórczość, Warszawa-New York 1908–1970, wyd. Harcerska Oficyna Wydawnicza, Kraków 1992
- Poezje, wyd. nakładem autora, Nowy Jork 1970